# Walgreen Drug Store (Miami)
Walgreen Drug Store  es una farmacia histórica ubicada en Miami, Florida.  Walgreen Drug Store se encuentra inscrito  en el Registro Nacional de Lugares Históricos desde el 4 de enero de 1989. Forma parte del Downtown Miami MRA. 

## Ubicación
Walgreen Drug Store se encuentra dentro del condado de Miami-Dade en las coordenadas 25°46′29″N 80°11′25″O / 25.774722, -80.190278.